# Emiliano Rodríguez
Emiliano Rodríguez Rodríguez (San Feliz de Torío, 10 giugno 1937) è un ex cestista spagnolo.

## Carriera
Con la Spagna ha disputato due edizioni dei Giochi olimpici (Roma 1960, Città del Messico 1968) e sette dei Campionati europei (1959, 1961, 1963, 1965, 1967, 1969, 1971).

## Palmarès
- Campionato spagnolo: 12

Real Madrid: 1960-61, 1961-62, 1962-63, 1963-64, 1964-65, 1965-66, 1967-68, 1968-69, 1969-70, 1970-71, 1971-72, 1972-73
- Copa del Rey: 9

Real Madrid: 1961, 1962, 1965, 1966, 1967, 1970, 1971, 1972, 1973
- Coppa dei Campioni: 4

Real Madrid: 1963-64, 1964-65, 1966-67, 1967-68